# Totila de Estanglia
Totila también Tytila Wuffinga (? - c. 593) fue rey de Estanglia (578-593). Hijo del rey Wuffa, fue padre de su sucesor, Raedwald, a quien, sin pruebas concluyentes se ha querido identificar con el personaje para el que fue realizado, a principios del siglo VII, el barco funerario de Sutton Hoo (Woodbridge, Suffolk).
Tytila fue también fue padre de Eni, al que algunos autores —como Beda el Venerable— hacen ser rey de Anglia Oriental.
Su nombre es la forma anglosajóna del Totila godo.
| Predecesor: Wuffa | Rey de Reino de Estanglia 578 – 593 | Sucesor: Redvaldo ¿asociado con Eni? |